# Dale Clarke
Dale Clarke, född 23 mars 1978 i Sarnia, Ontario, är en kanadensisk före detta professionell ishockeyspelare. Clarke har tidigare spelat i Elitserien för Brynäs IF.
Säsongen 2000–01 spelade Clarke tre matcher för NHL-laget St. Louis Blues.

## Klubbar
- St. Louis Blues 2000–2001
- Peoria Rivermen, ECHL, 2000–2001
- Worcester IceCats, AHL, 2000–2002
- Hershey Bears, AHL, 2002
- Cincinnati Mighty Ducks, AHL, 2002–2003
- Tappara 2003–2004, 2006–2007, 2012–2013
- Grizzly Adams Wolfsburg 2004–2005
- Kassel Huskies 2005–2006
- Esbo Blues 2007–2009, 2011–2012
- HIFK 2009–2010
- Brynäs IF 2010–2011